# Marcos Aurélio
Marcos Aurélio est un footballeur brésilien né le 10 février 1984 à Cuiabá. Il est attaquant.

## Biographie
Marcos Aurélio joue dans plusieurs clubs brésiliens, notamment le Santos Futebol Clube, le Coritiba Foot Ball Club, et le Sport Club Internacional. Il est finaliste de la Coupe du Brésil en 2011 avec le club de Coritiba.
Marcos Aurélio évolue également dans le championnat japonais, avec l'équipe du Shimizu S-Pulse.

## Palmarès
- Champion du Brésil de Série B en 2010 avec Coritiba
- Finaliste de la Coupe du Brésil en 2011 avec Coritiba
- Champion de l'État du Paraná en 2010 et 2011 avec Coritiba
- Champion de l'État du Goiás en 2005 avec Vila Nova
- Champion de l'État de São Paulo en 2007 avec Santos
- Champion de l'État du Rio Grande do Sul en 2012 avec le Sport Club Internacional